# Горсткина (деревня)
Горсткина — деревня в Алапаевском районе Свердловской области России. Входит в состав Махнёвского муниципального образования.

## Географическое положение
Деревня Горсткина расположена в 65 километрах (по автотрассе в 86 километрах) к северу от города Алапаевска, на левом берегу реки Нырьи (правый приток реки Тагил). В 1,5 километрах к северу расположена железнодорожная станция Ерзовка Свердловской железной дороги.

## Население
| 2002 | 2010 |
| ---- | ---- |
| 7    | ↘3   |